# 21st Century Breakdown World Tour
Il 21st Century Breakdown World Tour è stata una tournée mondiale intrapresa dai Green Day tra il 2009 e il 2010 per promuovere l'album 21st Century Breakdown.

## Scaletta
1. 21st Century Breakdown
2. Know Your Enemy
3. East Jesus Nowhere
4. Holiday
5. The Static Age
6. Before the Lobotomy
7. Give Me Novacaine
8. Are We the Waiting
9. St. Jimmy
10. Boulevard of Broken Dreams
11. Hitchin' a Ride
12. Welcome to Paradise
13. When I Come Around
14. Brain Stew
15. Jaded
16. Longview
17. Basket Case
18. She
19. King for a Day/Shout
20. 21 Guns
21. American Eulogy
22. Minority
  - Encore:
23. American Idiot
24. Jesus of Suburbia
25. Last Night on Earth
  - Encore 2:
26. Good Riddance (Time of Your Life)
27. Wake Me Up When September Ends

## Registrazioni ufficiali
- Awesome as Fuck (DVD/CD) (il DVD fu registrato tra il 23 e il 24 gennaio 2010 al Saitama Super Arena di Saitama, mentre il CD audio è una raccolta di varie performance provenienti da varie città), Cigarettes and Valentines però fu registrata durante la data del 30 agosto 2010 al Cricket Wireless Pavilion di Phoenix ed inserita nei titoli di coda di Awesome as Fuck.